# 23-й истребительный авиационный полк (1941)
23-й истребительный авиационный полк (23-й иап) — воинская часть Военно-воздушных сил (ВВС) РККА СССР, принимавшая участие в боевых действиях Великой Отечественной войны.

## Наименования полка
За весь период своего существования полк несколько раз менял своё наименование:
- 23-й истребительный авиационный полк
- 23-й смешанный авиационный полк

| У-2 | ЛаГГ-3 | И-16 |

## Создание полка
23-й истребительный авиационный полк сформирован 23 августа 1941 года при 11 запасном истребительном авиаполку Северо-Кавказского военного округа в г. Ростов-на-Дону на основе 1-й эскадрильи 17-го иап и 2-й эскадрильи 170-го иап на самолётах ЛаГГ-3

## Переименование полка
23-й истребительный авиационный полк 26 июня 1942 года приняв личный состав 200-й отдельной авиационной эскадрильи связи на самолётах У-2 и самолёты из двух эскадрилий на самолётах И-16 от 43-го иап был переименован в 23-й смешанный авиационный полк. Вошёл в состав ВВС 21-й армии Юго-Западного фронта.

## В действующей армии
В составе действующей армии:
- с 5 сентября 1941 года по 26 июня 1942 года

## Командиры полка
- подполковник Ларюшкин Илья Павлович[3], 23.08.1941 — 01.03.1942 г.
- Батальонный комиссар Чёрный Илья Фёдорович (ВриД)[3], 01.03.1942 — 04.1942
- Майор Алфёров Максим Анатольевич (погиб)[3], 04.1942 — 18.05.1942
- Майор Иванов Пётр Михеевич (ВриД)[3], 05.1942

## В составе соединений и объединений
| Период        | Фронт (округ)                   | армия      | ВВС армии     | дивизия                                       | примечание                |
| ------------- | ------------------------------- | ---------- | ------------- | --------------------------------------------- | ------------------------- |
| 23.08.1941 г. | Северо-Кавказский военный округ | ВВС округа |               | 11-й запасной истребительный авиационный полк | ЛаГГ-3                    |
| 05.09.1941 г. | Южный фронт                     | 6-я армия  | ВВС 6-й армии | 44-я истребительная авиационная дивизия       | ЛаГГ-3                    |
| 27.09.1941 г. | Юго-Западный фронт              | 6-я армия  | ВВС 6-й армии | 44-я истребительная авиационная дивизия       | ЛаГГ-3                    |
| 18.02.1942 г. | Юго-Западный фронт              | 6-я армия  | ВВС 6-й армии |                                               | ЛаГГ-3                    |
| 26.06.1942 г. | Юго-Западный фронт              | 6-я армия  | ВВС 6-й армии |                                               | переформирован в 23-й сап |

## Участие в операциях и битвах
Великая Отечественная война (1941—1942):
- Киевская операция — с 5 сентября 1941 года по 26 сентября 1941 года
- Донбасская операция — с 29 сентября 1941 года по 4 ноября 1941 года
- Барвенково-Лозовская операция — с 18 января 1942 года по 31 января 1942 года
- Харьковская операция (1942) — с 12 мая 1942 года по 25 мая 1942 года

## Первая победа полка
Первая известная воздушная победа полка в Отечественной войне одержана 8 сентября 1941 года: старший лейтенант Любавин Т. Ф. в воздушном бою в районе д. Каменка сбил немецкий разведчик Xs-126.

## Статистика боевых действий
Всего за период боевых действий с 5 сентября 1941 года по 26 июня 1942 года полком:
| Выполнено боевых вылетов | Сбито самолётов в воздухе | Уничтожено самолётов всего |
| ------------------------ | ------------------------- | -------------------------- |
| 2255                     | 23                        | 41                         |

Свои потери:
| Потеряно самолётов, всего | Погибло лётчиков всего |
| ------------------------- | ---------------------- |
| 32                        | 15                     |

## Самолёты на вооружении
| Период      | Самолёты |
| ----------- | -------- |
| 1941 — 1942 | ЛаГГ-3   |
| 1942 — 1942 | И-16     |